# Championnat du Paraguay de football 2000
Navigation
Saison précédente Saison suivante
La saison 2000 du Championnat du Paraguay de football est la quatre-vingt-dixième édition de la Primera División, le championnat de première division au Paraguay. Les dix meilleurs clubs du pays disputent la compétition, qui se déroule en trois phases :
- un tournoi Ouverture joué sous forme de poule unique où les équipes s’affrontent deux fois
- un tournoi Clôture joué sous forme de poule unique où les équipes ne s’affrontent qu’une fois. Les huit premiers se qualifient pour la deuxième phase (deux poules de quatre) et les quatre meilleurs s’affrontent en phase finale (demi-finales et finale)
- les vainqueurs des tournois saisonniers se rencontrent lors de la finale nationale pour le titre.

C'est le Club Olimpia, triple tenant du titre, qui est à nouveau sacré champion cette saison après avoir remporté à la fois les tournois Ouverture et Clôture. C'est le 38e titre de champion du Paraguay de l’histoire du club.

## Les clubs participants
| - Club Guaraní - Cerro Porteño - Club Atlético Colegiales - Club Olimpia - Club Sol de América | - Club Sportivo Luqueño - Universal Encarnación - Promu de División Intermedia - Club Cerro Corá - Club Sportivo San Lorenzo - 12 de Octubre FC |

## Compétition
Le barème utilisé pour établir l’ensemble des classements est le suivant :
- Victoire : 3 points
- Match nul : 1 point
- Défaite : 0 point

### Tournoi Ouverture

#### Première phase
| Rang | Équipe                    | Pts | J  | G  | N | P  | Bp | Bc | Diff |
| ---- | ------------------------- | --- | -- | -- | - | -- | -- | -- | ---- |
| 1    | Club OlimpiaT             | 38  | 18 | 11 | 5 | 2  | 38 | 20 | +18  |
| 2    | Club Sol de América       | 32  | 18 | 9  | 5 | 4  | 27 | 21 | +6   |
| 3    | Club Guaraní              | 32  | 18 | 9  | 5 | 4  | 28 | 16 | +12  |
| 4    | 12 de Octubre FC          | 27  | 18 | 8  | 3 | 7  | 21 | 22 | -1   |
| 5    | Club Sportivo San Lorenzo | 27  | 18 | 7  | 6 | 5  | 18 | 16 | +2   |
| 6    | Cerro Porteño             | 26  | 18 | 7  | 5 | 6  | 22 | 17 | +5   |
| 7    | Club Sportivo Luqueño     | 23  | 18 | 6  | 5 | 7  | 25 | 31 | -6   |
| 8    | Club Atlético Colegiales  | 20  | 18 | 6  | 2 | 10 | 20 | 25 | -5   |
| 9    | Club Cerro Corá           | 16  | 18 | 4  | 4 | 10 | 17 | 27 | -10  |
| 10   | Universal EncarnaciónP    | 8   | 18 | 2  | 2 | 14 | 20 | 41 | -21  |

|  | Qualification pour la Copa Libertadores 2001         |
|  | T : Tenant du titre P : Promu de División Intermedia |

### Tournoi Clôture

#### Première phase
| Rang | Équipe                    | Pts | J | G | N | P | Bp | Bc | Diff |
| ---- | ------------------------- | --- | - | - | - | - | -- | -- | ---- |
| 1    | Club OlimpiaT             | 16  | 9 | 4 | 4 | 1 | 14 | 6  | +8   |
| 2    | 12 de Octubre FC          | 15  | 9 | 3 | 6 | 0 | 14 | 8  | +6   |
| 3    | Cerro Porteño             | 14  | 9 | 3 | 5 | 1 | 16 | 10 | +6   |
| 4    | Club Guaraní              | 14  | 9 | 3 | 5 | 1 | 8  | 6  | +2   |
| 5    | Club Cerro Corá           | 13  | 9 | 3 | 4 | 2 | 9  | 8  | +1   |
| 6    | Club Atlético Colegiales  | 13  | 9 | 3 | 4 | 2 | 9  | 9  | 0    |
| 7    | Club Sol de América       | 11  | 9 | 2 | 5 | 2 | 11 | 10 | +1   |
| 8    | Club Sportivo San Lorenzo | 10  | 9 | 3 | 1 | 5 | 13 | 18 | -5   |
| 9    | Universal EncarnaciónP    | 6   | 9 | 1 | 3 | 5 | 9  | 17 | -8   |
| 10   | Club Sportivo Luqueño     | 3   | 9 | 0 | 3 | 6 | 8  | 19 | -11  |

|  | Qualification pour la deuxième phase                 |
|  | T : Tenant du titre P : Promu de División Intermedia |

#### Deuxième phase
En fonction de leur classement à l’issue de la première phase, les clubs démarrent la seconde phase avec un bonus.
| Rang | Équipe                       | Pts  | J | G | N | P | Bp | Bc | Diff |
| ---- | ---------------------------- | ---- | - | - | - | - | -- | -- | ---- |
| 1    | Club Olimpia+3               | 18   | 6 | 5 | 0 | 1 | 13 | 3  | +10  |
| 2    | Club Guaraní+1.5             | 11.5 | 6 | 3 | 1 | 2 | 7  | 5  | +2   |
| 3    | Club Atlético Colegiales+0.5 | 5.5  | 6 | 1 | 2 | 3 | 5  | 9  | -4   |
| 4    | Club Sportivo San Lorenzo    | 4    | 6 | 1 | 1 | 4 | 6  | 14 | -8   |

| Rang | Équipe               | Pts  | J | G | N | P | Bp | Bc | Diff |
| ---- | -------------------- | ---- | - | - | - | - | -- | -- | ---- |
| 1    | Cerro Porteño+2      | 18   | 6 | 5 | 1 | 0 | 25 | 5  | +20  |
| 2    | 12 de Octubre FC+2.5 | 14.5 | 6 | 4 | 0 | 2 | 7  | 10 | -3   |
| 3    | Club Sol de América  | 5    | 6 | 1 | 2 | 3 | 11 | 13 | -2   |
| 4    | Club Cerro Corá+1    | 2    | 6 | 0 | 1 | 5 | 5  | 20 | -15  |

#### Phase finale
|  | Demi-finales     | Demi-finales |   |   | Finale       | Finale | Finale |
|  |                  |              |   |   |              |        |        |
|  | Club Olimpia tab | 2 (3)        |   |   |              |        |        |
|  | 12 de Octubre FC | 2 (1)        |   |   |              |        |        |
|  |                  |              |   |   | Club Olimpia | 1      | 3      |
|  |                  | Club Guaraní | 0 | 1 |              |        |        |
|  | Cerro Porteño    | 1            |   |   |              |        |        |
|  | Club Guaraní     | 2            |   |   |              |        |        |

### Finale nationale
La finale nationale n’est pas disputée car le Club Olimpia a remporté les deux tournois saisonniers.

### Barrage pour la Copa Libertadores
Les deux clubs finalistes des tournois s'affrontent pour déterminer le second représentant paraguayen en Copa Libertadores.
| Équipe 1            | Résultat | Équipe 2     | Aller | Retour |
| ------------------- | -------- | ------------ | ----- | ------ |
| Club Sol de América | 4 - 5    | Club Guaraní | 3 - 1 | 1 - 4  |

### Classement cumulé
Le classement cumulé des premières phases des tournois détermine le club relégué en deuxième division, mais aussi les quatre clubs qualifiés pour la Liguilla pré-Libertadores.
| Rang | Équipe                    | Pts | J  | G  | N  | P  | Bp | Bc | Diff |
| ---- | ------------------------- | --- | -- | -- | -- | -- | -- | -- | ---- |
| 1    | Club OlimpiaT Ouv Clo     | 54  | 27 | 15 | 9  | 3  | 52 | 28 | +24  |
| 2    | Club Guaraní              | 46  | 27 | 12 | 10 | 5  | 36 | 22 | +14  |
| 3    | Club Sol de América       | 43  | 27 | 11 | 10 | 6  | 38 | 31 | +7   |
| 4    | 12 de Octubre FC          | 42  | 27 | 11 | 9  | 7  | 35 | 30 | +5   |
| 5    | Cerro Porteño             | 40  | 27 | 10 | 10 | 7  | 38 | 27 | +11  |
| 6    | Club Sportivo San Lorenzo | 37  | 27 | 10 | 7  | 10 | 31 | 34 | -3   |
| 7    | Club Atlético Colegiales  | 33  | 27 | 9  | 6  | 12 | 12 | 29 | -17  |
| 8    | Club Cerro Corá           | 29  | 27 | 7  | 8  | 12 | 26 | 35 | -9   |
| 9    | Club Sportivo Luqueño     | 26  | 27 | 7  | 8  | 13 | 33 | 50 | -17  |
| 10   | Universal EncarnaciónP    | 14  | 27 | 3  | 5  | 19 | 29 | 58 | -29  |

|  | Qualification pour la Copa Libertadores 2001 et la Copa Mercosur 2001                                                        |
|  | Qualification pour la Liguilla pré-Libertadores                                                                              |
|  | Relégation directe en División Intermedia                                                                                    |
|  | T : Tenant du titre Ouv : Vainqueur du tournoi Ouverture Clo : Vainqueur du tournoi Clôture P : Promu de División Intermedia |

### Liguilla pré-Libertadores
Les quatre équipes qualifiées s’affrontent pour déterminer le troisième et dernier représentant du Paraguay en Copa Libertadores.
| Rang | Équipe                    | Pts | J | G | N | P | Bp | Bc | Diff |
| ---- | ------------------------- | --- | - | - | - | - | -- | -- | ---- |
| 1    | Cerro Porteño             | 6   | 3 | 2 | 0 | 1 | 8  | 6  | +2   |
| 2    | 12 de Octubre FC          | 6   | 3 | 2 | 0 | 1 | 12 | 8  | +4   |
| 3    | Club Sol de América       | 4   | 3 | 1 | 1 | 1 | 6  | 6  | 0    |
| 4    | Club Sportivo San Lorenzo | 1   | 3 | 0 | 1 | 2 | 7  | 13 | -6   |

- Cerro Porteño bat 12 de Octubre FC 4 à 2 lors d’un match de barrage et se qualifie pour la Copa Libertadores 2001.

## Bilan de la saison
| Championnat du Paraguay de football 2000 |                          |
| Champion                                 | Club Olimpia (38e titre) |
| Qualifications continentales             |                          |
| Copa Libertadores 2001                   | Club Olimpia             |
| Copa Libertadores 2001                   | Club Guaraní             |
| Copa Libertadores 2001                   | Cerro Porteño            |
| Copa Mercosur 2001                       | Club Olimpia             |
| Copa Mercosur 2001                       | Cerro Porteño            |
| Promotions et relégations                |                          |
| Promus en Primera División               | Club Libertad            |
| Relégués en División Intermedia          | Universal Encarnación    |